# Holiday (sång)
"Holiday" är en låt framförd av den amerikanska popartisten Madonna och utgiven som den tredje singeln från hennes debutalbum Madonna den 7 september 1983. Låten är skriven av Curtis Hudson och Lisa Stevens från discogruppen Pure Energy. Producenten John "Jellybean" Benitez erbjöd Madonna att spela in låten när hon letade efter en potential hitlåt för sitt debutalbum. Tillsammans bearbetade de låten och lade bland annat till ett pianosolo framfört av deras vän Fred Zarr.
"Holiday" har även släppts i remixversion på remixalbumet You Can Dance från 1987 och på samlingsalbumet The Immaculate Collection från 1990 samt i originalversion på greatest hits-albumet Celebration från 2009.

## Låtlistor och format
| - Amerikansk/europeisk 7"-vinylsingel 1. "Holiday" (7" Version/Edit) – 4:10 2. "I Know It" – 3:45 - Europeisk 12"-vinylsingel 1. "Holiday" (Album Version) – 6:07 2. "I Know It" – 3:45 - Brittisk 7"-vinylsingel 1. "Holiday" (7" Version/Edit) – 4:10 2. "Think of Me" – 4:55 - Brittisk 12"-vinylsingel 1. "Holiday" (Album Version) – 6:07 2. "Think of Me" – 4:53 - Brittisk 7"/12"-vinylsingel, kassettsingel (1991) 1. "Holiday" (7" Edit) – 4:10 2. "True Blue" (album version) – 4:17 | - Brittisk 12"-vinylsingel (1991) 1. "Holiday" (album version) – 6:09 2. "Where's the Party" (You Can Dance remix edit) – 4:22 3. "Everybody" (You Can Dance remix edit) – 4:57 - Brittisk kassettsingel / CD: The Holiday Collection (1991) 1. "Holiday" (album version) – 6:09 2. "True Blue" (album version) – 4:17 3. "Who's That Girl" (album version) – 3:58 4. "Causing a Commotion" (Silver Screen Single Mix) – 4:06 - Tysk 12"-vinylsingel/CD, brittisk CD-singel (1995) 1. "Holiday" – 6:07 2. "Lucky Star" – 5:37 |

## Medverkande
- Madonna – sång, koskälla
- Curtis Hudson – låtskrivare, gitarr
- Lisa Stevens – låtskrivare
- John "Jellybean" Benitez – producent
- Fred Zarr – trumprogrammering, moogbas, synthesizer, akustiskt piano
- Raymond Hudson – bas
- Bashiri Johnson – slagverk
- Tina B. – bakgrundssång
- Norma Jean Wright – bakgrundssång

Medverkande är hämtade ur albumhäftet till Madonna.

## Listplaceringar och certifikat
| Lista (1983–84)                           | Högsta position |
| ----------------------------------------- | --------------- |
| Australien (Kent Music Report)            | 4               |
| Belgien (Belgium VRT Top 30)              | 8               |
| Frankrike (SNEP)                          | 37              |
| Irland (Irish Singles Chart)              | 2               |
| Italien (FIMI)                            | 22              |
| Kanada (RPM)                              | 32              |
| Nederländerna (Dutch Top 40)              | 7               |
| Nya Zeeland (RIANZ)                       | 7               |
| Schweiz (Swiss Music Charts)              | 18              |
| Storbritannien (UK Singles Chart)         | 2[A]            |
| Sverige (Sverigetopplistan)               | 20              |
| Tyskland (Media Control Charts)           | 9               |
| USA (Billboard Hot 100)                   | 16              |
| USA (Billboard Hot Dance Music/Club Play) | 1               |
| USA (Billboard Hot Black Singles)         | 25              |

| Lista (1984)          | Position |
| --------------------- | -------- |
| USA Billboard Hot 100 | 79       |

| Land           | Certifikat |
| -------------- | ---------- |
| Storbritannien | Guld       |

Anmärkningar
- A ^  Listpositionen i Storbritannien är baserad på nyutgåvan av singeln från augusti 1985, vilken uppnådde andra plats. Singeln har dessförinnan uppnått plats sex 1984 och plats fem 1991.

### Fotnoter
1. ↑  ”Madonna”. Arkiverad från originalet den 13 maj 2011. https://web.archive.org/web/20110513022146/http://www.madonna.com/discography/index/album/albumId/31/. Läst 25 juni 2011.
2. 1 2  Albumhäfte för Madonna av Madonna [LP/CD]. Sire Records. 1983. 9 23867-1.
3. ↑  Singelhäfte för "Holiday" av Madonna [Amerikansk 7"-vinylsingel]. 7-29478.
4. ↑  Singelhäfte för "Holiday" av Madonna [Europeisk "-vinylsingel]. 92.9478-7.
5. ↑  Singelhäfte för "Holiday" av Madonna [Amerikansk 12"-vinylsingel]. GSRE 0494.
6. ↑  Singelhäfte för "Holiday" av Madonna [Europeisk 12"-vinylsingel]. 92-0176-0.
7. ↑  Singelhäfte för "Holiday" av Madonna [Brittisk 7"-vinylsingel]. 929405-7.
8. 1 2  Singelhäfte för "Holiday" av Madonna [Brittisk 12"-vinylsingel]. 920 173-0.
9. ↑  Singelhäfte för "Holiday" av Madonna [Brittisk 7"/12"-vinyl- och kassettsingel]. W0037, W0037TP, W0037C/5439-19265-4.
10. ↑  Singelhäfte för "Holiday" av Madonna [Brittisk 12"-vinylsingel]. W0037T, 9362-40098-0.
11. ↑  Albumhäfte för The Holiday Collection av Madonna [EP-bilaga till The Immaculate Collection]. W0037CT, W0037 CD/9362-40099-2.
12. ↑  Kent, David (1993) (doc). Australian Chart Book 1970–1992. Australian Chart Book, St Ives, N.S.W. ISBN 0-646-11917-6. Läst 24 februari 2009
13. ↑  ”Radio 2 – Top 30 van zaterdag 05 mei 1984” (på nederländska). VRT Top 30. 5 maj 1984. Arkiverad från originalet den 9 april 2012. https://web.archive.org/web/20120409063716/http://top30-2.radio2.be/#/song-info/4812. Läst 20 juli 2009.
14. ↑  ”Madonna – Holiday (1991)” (på franska). Syndicat National de l'Édition Phonographique. Lescharts.com. 10 november 1991. http://lescharts.com/showitem.asp?interpret=Madonna&titel=Holiday&cat=s. Läst 6 juli 2009.
15. ↑  ”The Irish Charts – All There Is To Know”. Irish Recorded Music Association. Irishcharts.com. 22 januari 1984. Arkiverad från originalet den 18 oktober 2013. https://web.archive.org/web/20131018042138/http://www.irishcharts.ie/search/placement?page=2. Läst 3 juli 2009.
16. ↑  ”Madonna – Holiday (Celebrate)” (på italienska). Federation of the Italian Music Industry. http://www.hitparadeitalia.it/schede/h/holiday_celebrate.htm. Läst 8 januari 2010.
17. ↑  "Top Singles – Volume 40, No. 5, April 07 1984" Arkiverad 8 oktober 2012 hämtat från the Wayback Machine.. RPM. RPM Publishing Inc. 1984-04-07. Läst 2009-07-03.
18. ↑  ”Madonna – Holiday” (på nederländska). MegaCharts. Dutchcharts.nl. 3 maj 1984. http://dutchcharts.nl/showitem.asp?interpret=Madonna&titel=Holiday&cat=s. Läst 6 juli 2009.
19. 1 2  ”Madonna – Holiday (Sweden)”. Sverigetopplistan. Swedishcharts.com. 23 april 1984. http://swedishcharts.com/showitem.asp?interpret=Madonna&titel=Holiday&cat=s. Läst 6 juli 2009.
20. ↑  ”Madonna – Holiday (1985)” (på tyska). Swiss Music Charts. Hitparade.ch. 15 augusti 1984. http://hitparade.ch/showitem.asp?interpret=Madonna&titel=Holiday&cat=s. Läst 6 juli 2009.
21. ↑  "Official Charts Company: Madonna – Holiday" Arkiverad 11 december 2014 hämtat från the Wayback Machine.. Official Charts Company. Läst 2009-07-03.
22. ↑  ”Cnartverfurlong > Madonna > Holiday” (på tyska). Media Control Charts. Musicline.de. 19 april 1984. Arkiverad från originalet den 29 november 2009. https://web.archive.org/web/20091129124151/http://www.musicline.de/de/chartverfolgung_summary/title/MADONNA/Holiday/single. Läst 3 juli 2009.
23. ↑  "The Billboard Hot 100: Week Ending January 28, 1984". Billboard. Nielsen Business Media, Inc. 1984-01-28. Läst 2011-12-26.
24. 1 2  ”Madonna Chart History” (på engelska). Billboard. https://www.billboard.com/artist/madonna/. Läst 1 november 2022.
25. ↑  ”Hot 100 Year end issue: 1984”. Billboard (Nielsen Business Media, Inc) 96 (51):  sid. 14. 1984-12-22. ISSN 0006-2510. http://books.google.co.in/books?id=ZSQEAAAAMBAJ&dq=Madonna+lucky+star&q=Madonna+Lucky+Star#v=snippet&q=Madonna%20Lucky%20Star&f=false. Läst 3 april 2013.
26. ↑  ”BPI Searchable Database”. British Phonographic Industry. https://www.bpi.co.uk/award/2957-2003-1.